# Manuela Gretkowska
Œuvres principales
- Nous sommes tous des émigrés
- Le Tarot de Paris
- Le Cabaret métaphysique
- Manuel pour comprendre les humains
- La Polonaise
- L'Européenne

Manuela Gretkowska, née le 6 octobre 1964 à Łódź, est une écrivaine, scénariste et femme politique polonaise. Elle est la fondatrice du Parti des femmes (pl).

## Biographie
Manuela Gretkowska a étudié la philosophie à l'université Jagellonne de Cracovie. En 1988, elle quitte la Pologne, réfugiée politique à Nantes, puis part pour Paris, où elle étudie l'anthropologie à l'École des hautes études en sciences sociales. Au début des années 1990, elle retourne dans son pays, où elle occupe le poste de rédactrice en chef adjointe, puis directrice littéraire pour le magazine Elle. Elle écrit également des articles dans les magazines Elle, Cosmopolitan, Wprost, Polityka, Machina (pl), et Cogito (pl).
Elle commence sa carrière littéraire en 1990 avec la publication de son livre Nous sommes tous des émigrés (My zdies’ emigranty), dans laquelle elle décrit ironiquement l'expérience des jeunes quittant la Pologne. Le travail de la jeune artiste a été favorablement critiqué par Czesław Miłosz, qui en a préfacé la 1re édition. Dans cette œuvre et dans les livres suivants, elle décrit Paris et la vie de la bohème artistique. C'est à cette période que l'artiste acquit le titre de « scandaliste » et de post-moderniste. En 1996, elle écrit également le scénario du film d'Andrzej Żuławski, Chamanka.
En 1997, Manuela Gretkowska quitte à nouveau la Pologne pour aller vivre en Suède, où elle publiera de nombreuses histoires rassemblés dans le livre intitulé La Passionnée (Namiętnik), dès 1998, puis des notes de ses voyages à travers le monde dans Vue du monde (Światowidz). Elle coécrit également le scénario de la 1re saison de la série télévisée Village (Miasteczko) en 2000.
En 2006, elle préside le jury du prix francophone Liste Goncourt : le choix polonais, qui couronne cette année-là Nancy Huston pour son roman Lignes de faille.
En 2007, toujours dans son combat des droits pour les femmes, elle transforme le mouvement social « La Pologne est une femme », en parti politique, sous le nom de « Parti des femmes (pl) » (Partia Kobiet), dont elle prend la tête.
Elle vit actuellement à Ustanów (au sud de Varsovie), en Pologne, avec sa fille, Pol(k)a, et son mari actuel, l'écrivain et psychothérapeute Piotr Pietucha. Elle a auparavant été mariée à l'écrivain Cezary Michalski.

## Publications

#### Œuvres traduites en français
- Nous sommes tous des émigrés (My zdies’ emigranty (pl)) – 1991 (1998 en France), Flammarion  (ISBN 978-2-0806-7223-0)
- Le Tarot de Paris (Tarot paryski (pl)) – 1993 (1998 en France) traduit du polonais par Marie Furman-Bouvard et Éric Pellet, Flammarion  (ISBN 978-2-0806-7290-2)
- Le Cabaret métaphysique (Kabaret metafizyczny (pl)) – 1994 (1998 en France), Flammarion,  (ISBN 978-2-0806-7224-7)
  - traduit aussi en espagnol (Cabaret metafísico) traduit par Ágata Nowicka et Elena Gavarró, Littera Books, Barcelone, 2000  (ISBN 978-84-9317251-0)

#### Œuvres non traduites
- Manuel pour comprendre les humains (Podręcznik do ludzi (pl)) – 1996
- La Passionnée (Namiętnik (pl)) – 1998
- Vue du monde (Światowidz (pl)) – 1998
- Silicone (Silikon (pl)) – 2000
- La Polonaise (Polka (pl)) – 2001
- Scènes de la vie d'une illégitime (Sceny z życia pozamałżeńskiego (pl)) – 2003  (ISBN 978-83-8929-121-9)
- L'Européenne (Europejka (pl)) – 2004
- Femmes et Hommes (Kobieta i mężczyźni (pl)) – 2007
- Au fond du ciel (Na dnie nieba (pl)) – 2007
- La Citoyenne (Obywatelka (pl)) – 2008
- L'Amour à la polonaise (Miłość po polsku (pl)) Świat Książki 2010  (ISBN 978-83-247-1957-0)
- Transe (Trans (pl)) Świat Książki 2011  (ISBN 978-83-7799-158-9)
- L'Agent (Agent (pl)) – 2012

### Scénarios de films / séries télévisées
- Chamanka (Szamanka (pl)) – 1996
- Les Égoïstes (pl) (Egoiści (pl)) – 1999
- Le Village (pl) (Miasteczko (pl)) – 2000